# اندمول استرالیا
اندمول استرالیا (انگلیسی: Endemol Australia) قبلاً با عنوان "گروه سوترن استار"، "تولیدات سوترن استار"، "سوترن استار/هنا-بربرا استرالیا" و "تافت-هاردی گروه شرکت محدود" شناخته می‌شد، بزرگترین گروه مستقل تولید و توزیع تلویزیون در استرالیا بود. در تاریخ 26 ژوئیه 2015، این شرکت با "شاین استرالیا" ادغام شد و اندمول شاین استرالیا را تشکیل داد.